# Gianfranco Cecchin
Gianfranco Cecchin, né le 22 août 1932 à Nogarole Vicentino (Vénétie) et mort le 2 février 2004 à Brescia, est un psychiatre italien, fondateur avec Mara Selvini Palazzoli, Luigi Boscolo et Giuliana Prata, du mouvement de thérapie familiale systémique Approche de Milan.
Le groupe de Milan commence son activité en 1971 sous l'influence des travaux issus de l'École de Palo Alto, en particulier ceux de Paul Watzlawick. En 1981, après le départ de Mara Selvini Palazzoli et Giuliana Prata, Cecchin fonde avec Luigi Boscolo le Centre de Thérapie Familiale de Milan.

## Œuvres
Livres
- (it) Avec Mara Selvini Palazzoli, Luigi Boscolo et Giuliana Prata, Paradosso e Controparadosso. Un nuovo modello nella terapia della famiglia a transazione schizofrenica, Feltrinelli, Milano, 1975. (Nouvelle édition en 2003 chez Raffaello Cortina avec une nouvelle préface de Pietro Barbetta)
- (en) Avec Gerry Lane et Wendel A. Ray, The cybernetics of prejudices in the practice of psycotherapy, Karnac books ltd. London, 1992
- (en) Avec Gerry Lane et Wendel A. Ray, Irriverenza: Una strategia di sopravvivenza per i terapeuti, Franco Angeli, Milano, 1992
- (it) O Divina Bellezza, O Meraviglia. Un Terapeuta ascolta Turandot, Carabà, Milano, 2002
- (it) Avec Tiziano Apolloni et Franco Angeli, Idee perfette. Hybris delle prigioni della mente, Milano, 2003
- (it) Avec Luigi Boscolo, Lynn Hoffman et Peggy Penn, Clinica Sistemica, Bollati Boringhieri, 2004

Articles
- (Collaboration) (en) Systemic Couple Therapy and Depression, Karnac Books, London, 1999
- (it) "Comunicazioni sovrapposte nel gioco del paradosso", 2001 [lire en ligne] (Sbobinatura relazione a convegno).
- (it) Avec Teresa Arcelloni et Gabriella Gaspari, «Lavorare con i grandi gruppi: la terapia sistemica di Bert Hellinger», Connessioni, 9, p. 143-154, 2001
- (it) Avec Maria Cristina Koch, "I piedi nel piatto", , Connessioni, 10, pp. 23–32, 2002
- (en) Avec Pietro Barbetta et Dario Toffanetti, "Who was von Foerster, anyway?", Kybernetes: The International Journal of Systems & Cybernetics, vol. 34 Nr. 3/4, p. 330-342, 2005 [lire en ligne].

## Liens
- Notices d'autorité :   - VIAF
  - ISNI
  - IdRef
  - LCCN
  - GND
  - Italie
  - Pologne
  - Israël
  - NUKAT
  - Canada
  - Norvège
  - Tchéquie
  - Grèce
  - WorldCat
- In ricordo di Gianfranco Cecchin
- Prejudiced about prejudice. An interview with Gianfranco Cecchin by John Soderlund
- Los prejuicios sistémicos. Interview de Gianfranco Cecchin par Claudio Des Champs et Fernando Torrente